# Rapala sagata
Rapala sagata är en fjärilsart som beskrevs av Hans Fruhstorfer 1912. Rapala sagata ingår i släktet Rapala och familjen juvelvingar. Inga underarter finns listade.